# Annibale giura odio ai romani
Annibale giura odio ai romani è un dipinto di Giambattista Pittoni, realizzato nel 1723 esposto nella collezione permanente del Pinacoteca di Brera  a Milano.

## Descrizione
L'opera d'arte è un Bozzetto, come attesta la rapida stesura pittorica, per un dipinto dedicato alla storia narrata da Tito Livio di Annibale che a nove anni giura odio eterno ai Romani, maledetti da Didone.

## Stile
Il soggetto è un tema caro e ripetuto più volte da Pittoni, sempre di piccole dimensioni, le più preziose per i dipinti di Pittoni, di cui uno analogo stilisticamente si trova a Vienna.
Fu comprata dalla Pinacoteca di Brera nel 1913.

## Esposizioni
- Firenze, 1922
- Londra, 1930
- Venezia, 1969
- San Pietroburgo, Russia, 1974
- Mosca, Russia, 1974
- Varsavia, 1974